# Melchor de Abarca
Melchor de Abarca (c.1680 - Gerona, 1760) fue un militar español, barón de Abarca.
Su carrera militar da comienzo con su entrada en 1703 -cuando contaba con 23 años- en el regimiento de Reales guardias de infantería española. Dos años más tarde asciende a teniente, en 1711 a capitán, en 1721 a capitán de granaderos y posteriormente a capitán de fusileros.
A continuación fue brigadier de infantería, en 1727, mariscal de campo en 1734 y teniente general en ese mismo año, cargos que le valieron el suficiente reconocimiento como para ser nombrado gobernador y corregidor de Tarragona en 1745. Este paso a la política fue continuado en 1754, cuando pasó a ser el gobernador y corregidor de Gerona.
Su último ascenso de corte político fue en 1759, cuando fue nombrado capitán general de Extremadura. Sin embargo, falleció un año más tarde, antes de tomar posesión de dicho cargo.